# 塔尔迪恩塔
塔尔迪恩塔，是西班牙阿拉贡自治区韦斯卡省的一个市镇。总面积91平方公里，总人口1087人（2001年），人口密度12人/平方公里。